# Warrior (Alabama)
Warrior é uma cidade localizada no estado americano do Alabama, no Condado de Blount e Condado de Jefferson.

## Demografia
Segundo o censo americano de 2000, a sua população era de 3169 habitantes.
Em 2006, foi estimada uma população de 3008, um decréscimo de 161 (-5.1%).

## Geografia
De acordo com o United States Census Bureau tem uma área de 20,4 km², sem área coberta por água. Warrior localiza-se a aproximadamente 165 m acima do nível do mar.

## Localidades na vizinhança
O diagrama seguinte representa as localidades num raio de 16 km ao redor de Warrior.